# Sonexay Siphandone
Sonexay Siphandone (en laosiano: ສອນໄຊ ສີພັນດອນ; nacido el 26 de enero de 1966) es un político laosiano y miembro del Partido Popular Revolucionario de Laos (LPRP). Es hijo del expresidente del LPRP, Khamtai Siphandon. El 30 de diciembre de 2022, el parlamento aprobó a Sonexay Siphandone como primer ministro con 149 de 151 votos.
Fue elegido miembro del Comité Central del LPRP en el 8º Congreso Nacional en 2006, y del Politburó del LPRP en el 10º Congreso Nacional en 2016. Fue Viceprimer Ministro de 2016 a 2022.